# Павлівкер Галина Абрамівна
Галина Абрамівна Павлівкер (нар. 25 березня 1922, Київ — пом. 2017, Київ) — українська скульпторка; членкиня Спілки радянських художників України з 1951 року.

## Біографія
Народилася 25 березня 1922 року в місті Києві (нині Україна) в сім'ї лікаря. Скульптурою займалася з раннього віку, відвідуючи заняття в палаці піонерів. Після закінчення середньої школи у 1939 році вступила на факультет іноземних мов Київського університету, в якому опанувала французьку, німецьку, англійську мови. Після початку німецько-радянської війни була евакуйована до Ташкента, де упродовж 1941—1943 років продовжила навчання у Середньоазійському державному університеті. У серпні 1943 рокупрацювала у шпиталі. У березні 1944 року повернулася до Києва і продовжила навчання в Київському університеті. Того ж року вступила на скульптурний факультет до Київського художнього інституту, який закінчила у 1950 році, отримавши спеціальність «художника-скульптора». Її педагогами з фаху були Макс Гельман і Михайло Лисенко.
Жила у Києві, в будинку на вулиці Саксаганського, № 112, квартира № 3. Померла у Києві у 2017 році.

## Творчість
Працювала в галузях станкової і монументальної скульптури. Серед робіт:
станкова скульптура
- «Петро Ілліч Чайковський» (1950);
- «На току» (1950);
- «Чайковський в Україні» (1951, бронза);
- «Зварник» (1951, бронза);
- «Весна» (1954, бронза);
- «Левко і Ганна» (1954);
- «Дві дівчини» (1956, бетон);
- «Шопен» (1957, мармур);
- «Піонери» (1960);
- «Портрет Ліни По» (1962, штучний камінь; Луганський обласний художній музей[1]);
- «Портрет робітника» (1964);
- «Материнство» (1966);
- «Брат і сестра» (1967);
- «Ніжність» (1967);
- «Пролісок» (1969);
- «Поема про Лесю» (1972—1992);
- «Реквієм» (1972—1980);
- «Звучання» (1975, майоліка);
- «Портрет скульптора Макса Гельмана» (1980).

монументальна скульптура
- пам'ятник Петру Чайковському у місті Кам'янці Черкаської області (1960, оргскло);
- скульптура «Тенісистка» у селі Юр'ївці Миколаївської області (1971, оргскло)[1].
- скульптура «Дівчина з птахом» у відділенні зв'язку у місті Миронівці Київської області (1975, кераміка, мозаїка)[1];
- фонтан зі скульптурою «Дівчина з книгою» у Криму (1973, шамот)[1].

Портрет на могилі Євгена Татаринова.

- меморіальний портрет члена-кореспондента Академії наук УРСР Євгена Татаринова на Байковому кладовищі у Києві[1] (ділянка № 10).

У 1937 році взяла участь у виставці до ювілею Олександра Пушкіна; у 1939 році — у дитячому конкурсі на пам'ятник Тарасу Шевченку, де отримала 27-му премію. У республіканських виставках брала участь з 1950 року, всесоюзних — з 1951 року. 1960 року зробила внесок у формування колекції колгоспного музею в села Ксаверівки Київської області, подарувавши власні твори. 
2015 року в Історичному музеї Кам’янського державного історико-культурного заповідника відбулась остання прижиттєва виставка скульпторки, де експонувалися світлини із зображенням першого пам’ятника Петру Чайковському у парку Декабристів, а також фото скульптурних робіт, котрі зберігалися вдома в авторки. Демонструвалися й поетичні твори художниці.